# جنیفر م. جانسون
جنیفر ام. جانسون (انگلیسی: Jennifer M. Johnson؛) نویسنده، تهیه‌کننده اهل ایالات متحده آمریکا است. او همچنین مجموعه‌های تلویزیونی لاست، رونیون، کیس کولد و تعقیب (مجموعه تلویزیونی ۲۰۱۰) را کار کرده‌است.